# 島根県立大田高等学校
島根県立大田高等学校（しまねけんりつ おおだこうとうがっこう、 英: Shimane Prefectural Ohda High School）は、島根県大田市大田町にある公立の高等学校。通称は「大高」（だいこう）。

## 概要
歴史
1921年（大正10年）に開校した「島根県立大田中学校」（旧制中学校）を前身とする。
設置課程・学科
全日制課程 2学科
- 普通科
- 理数科

校章
3つの亀甲の絵を組み合わせたものを背景にして、「高」の文字（旧字体）を置いている。校歌でも謳われる三瓶山をもとにしている。
制服
男子は黒の学生服、女子は紺のスーツ。自分から見て左襟に校章・右に学年章（男子）を装着。夏期は、上が男子はカッターシャツ、女子がブラウスとなり、校章は男女ともつけない。
校歌
1928年（昭和3年）（旧制中学校時代）に制定。作詞は土井晩翠、作曲は山田耕筰による。歌詞は4番まであり、2番に校名の「大田」が登場する。この歌詞に相応しい曲は山田耕筰以外にないとの声があり、この願いに快諾を得、やがて曲譜は届いた。だが、作曲料三百円の請求に金策がつかず、辞退を申し出たところ、作曲料を寄付する文面と領収書が届き、校歌となった。校歌は学校公式サイトで公表されている。
瓶雲寮
学生寮である。全県学区になったことから通学困難な生徒のために設置されている。大田市・出雲市多伎町が普通科の学区だった当時も域外通学者がいたのと理数科通学困難者の便宜のために設置されていた。
同窓会
「瓶 陵会」（べいりょうかい）と称している。関東・中部・近畿・広島・松江に支部を置く。

## 沿革
農学校時代
- 1903年（明治36年）6月20日 -「安濃郡立農業学校」の設置が認可される。
- 1923年（大正12年）4月11日 - 「島根県立大田農学校」と改称。
- 1939年（昭和14年）3月31日 - 廃止される。大田高等家政女学校が事務を引き継ぐ。

高等女学校・新制高等学校（女子校）時代
- 1916年（大正5年）5月13日 - 「大田町立女子技芸学校」が設置される。
- 1930年（昭和5年）2月3日 - 「大田町立大田高等実科女学校」と改称。
- 1937年（昭和12年）4月1日 - 「島根県立大田高等家政女学校」と改称。
- 1939年（昭和14年）3月31日 - 廃止された島根県立大田農学校から事務を引き継ぐ。
- 1941年（昭和16年）4月1日 - 「島根県立大田高等女学校」と改称。
- 1947年（昭和22年）4月1日 - 高等女学校の生徒募集を停止。
- 1948年（昭和23年）4月1日 - 高等女学校が廃止され、新制高等学校「島根県立大田女子高等学校」と改称。

旧制中学校・新制高等学校（男子校）時代
- 1920年（大正9年）12月22日 - 「島根県立大田中学校」が設置される。
- 1921年（大正10年）4月1日 - 島根県立大田中学校が開校（創立年）。
- 1937年（昭和12年）8月 - 野球部、第23回全国中等学校優勝野球大会（夏の甲子園）に初出場。
- 1941年（昭和16年）3月 - 野球部、第18回選抜中等学校野球大会（春のセンバツ甲子園）に初出場。
- 1947年（昭和22年）4月1日 - 旧制中学校の生徒募集を停止。
- 1948年（昭和23年）4月1日 - 旧制中学校が廃止され、新制高等学校「島根県立大田高等学校」（男子校）と改称。

新制高等学校（統合・男女共学）
- 1949年（昭和24年）4月1日 - 島根県立大田高等学校（男子校）と島根県立大田女子高等学校の2校が統合され、「島根県立大田高等学校」（男女共学）となる。
- 1950年（昭和25年）4月1日 - 定時制課程（夜間部・定員160名）の設置が認可される。
- 1952年（昭和27年）4月1日 - 全日制課程 商業科（定員150名）を新設。
- 1957年（昭和32年）
  - 1月 - 新校旗を制定。
  - 6月15日 - 木造3階建ての新校舎（物理・科学・普通教室）が完成。
- 1959年（昭和34年）
  - 8月 - 野球部、第41回全国高等学校野球選手権大会（夏の甲子園）に22年ぶり2回目の出場。
  - 10月11日 - 鉄筋コンクリート造の校舎が完成。
- 1961年（昭和36年）
  - 7月 - 島根県立松江北高等学校 通信制課程のスクーリング協力校（大田協力校）となる。
  - 11月20日 - 弓道場が完成。
- 1963年（昭和38年）2月28日 - 生徒急増による増築校舎（普通教室・美術室）が完成。
- 1964年（昭和39年）6月30日 - 屋内体育館が完成。
- 1965年（昭和40年）
  - 3月25日 - 生物教室棟が完成。
  - 4月1日 - 定時制課程の募集を停止。
- 1966年（昭和41年）- 修学旅行を廃止。
- 1967年（昭和42年）4月7日 - 新弓道場が完成。
- 1969年（昭和44年）
  - 3月31日 - 定時制課程を廃止。
  - 3月 - 野球部、第41回選抜高等学校野球大会（春のセンバツ甲子園）に28年ぶり2回目の出場。
- 1970年（昭和45年）
  - 4月1日 - 全日制課程 商業科の募集を停止。理数科を新設。
  - 12月22日 - 岩谷奨学会館が完成。
- 1971年（昭和46年）10月1日 - 鉄筋コンクリート造2階建て寄宿舎が完成。
- 1972年（昭和47年）3月31日 - 商業科を廃止。
- 1973年（昭和48年）5月 - 柔剣道場が完成。
- 1974年（昭和49年）3月14日 - 新運動場（第2グラウンド）が完成。
- 1979年（昭和54年）3月25日 - 鉄筋コンクリート造3階建ての特別教室棟（第2棟）が完成。
- 1980年（昭和55年）1月21日 - 鉄筋コンクリート造4階建ての特別教室棟（第3棟）が完成。
- 1982年（昭和57年）10月3日 - くにびき国体弓道の会場となる。
- 1983年（昭和58年）8月 - 野球部、第65回全国高等学校野球選手権大会（夏の甲子園）に24年ぶり3回目の出場。
- 1984年（昭和59年）3月29日 - 大田市立大田小学校の北側にテニスコート4面が完成。
- 1985年（昭和60年）3月29日 - 寄宿舎女子棟を移転。大田市民プール用地を大田市と取得契約。
- 1987年（昭和62年）
  - 1月15日 - 屋外体育施設の改修が完了。
  - 3月 - 野球部、第59回選抜高等学校野球大会（春のセンバツ甲子園）に18年ぶり3回目の出場。
- 1991年（平成3年）10月26日 - 創立70周年を記念して校歌碑を建立。
- 1993年（平成5年）6月30日 - 野球雨天練習場を増築。
- 1995年（平成7年）
  - 7月31日 - トレーニング場を新設。
  - 8月25日 - 体育系部室を新築。
- 1996年（平成8年）3月25日 - 校舎リフレッシュ工事が完成。
- 2000年（平成12年）3月27日 - プールを解体。
- 2002年（平成14年）3月29日 - 洋式トイレ整備工事を完了。
- 2005年（平成17年）
  - 6月30日 - 空調設備を設置。
  - 9月15日 - 第2グラウンドに照明設備を設置。
- 2008年（平成20年）10月15日 - 新体育館が完成。
- 2009年（平成21年）12月25日 - 弓道場を改修。
- 2010年（平成22年）4月1日 - 島根県立宍道高等学校 通信制課程の新設に伴い、そのスクーリング協力校（大田協力校）となる。
- 2011年（平成23年）12月20日 - 校舎等リフレッシュ事業（第2・3棟）が完了。
- 2012年（平成24年）4月1日 - 島根県立浜田高等学校 通信制課程の新設に伴い、そのスクーリング協力校（大田協力校）となる。これにより、島根県立宍道高等学校とのスクーリング協力関係は解消。
- 2020年（令和2年）「県立高校魅力化ビジョン」に基づき、普通科に設けられていた地域外（大田市および出雲市多伎町以外）10％制限を撤廃。全県から志願可能とすると共に、普通科、理数科で共に5％以内で県外からの志願受付を開始。

## 部活動
運動部
- 弓道部
- 柔道部
- 剣道部
- 陸上競技部
- バレーボール部
- バスケットボール部
- 卓球部
- ソフトテニス部
- テニス（硬式）部
- サッカー部
- 野球部 - 旧制中学校時代を含めると、全国高等学校野球選手権大会（夏の甲子園）に3回、選抜高等学校野球大会（春のセンバツ甲子園）に3回出場。

文化部
- 文芸･報道部
- ESS（English Speaking Society）
- 自然科学部
- 茶道部
- 吹奏楽部
- 美術部
- 写真部
- JRC（Junior Red Cross）
- 囲碁・将棋部

## 著名な出身者
- 岩谷直治 - 実業家（岩谷産業創業者）
- 恒松制治 - 元島根県知事、獨協大学第5代学長
- 吉原米治 - 衆議院議員（日本社会党）
- 三浦靖 - 参議院議員、元衆議院議員（自由民主党）
- 高松伸 - 建築家
- 竹下光郎 - 元プロ野球選手
- 石谷訓啓 - 元プロ野球選手
- 福間納 - 元プロ野球選手
- 宮根誠司 - 元朝日放送アナウンサー・司会者
- 中村逸郎 - 筑波大学教授・ロシア政治学者
- 日和聡子 - 詩人・小説家
- 近藤夏子 - 歌手・シンガーソングライター
- 須田泰生 - 元山陰中央テレビジョン放送アナウンサー・ゲーム実況者